# Digital Nature Tools
Digital Nature Toolsは、Areté AssociatesからスピンオフしたAreté Entertainmentの開発していた環境向けプラグインパッケージであり、多くの3DCGソフトウェアに移植されていた。

## 概要
海・空のシミュレーションを行うPsunami、ボリュームベースの雲を作成するPsyclone、レンダラーのRenderWorldを含んでいた。Maya版は、それらに加え、流体シェーダーのP_Liquidや、煙・炎エフェクトプラグインのPyroも搭載されていた。
その他、Sisyphus Software社の提供する3ds Max版、Dynamic Realities社の提供するLightWave版 (Nature FX)も存在した。

## Psunami
海・空のシミュレーションを行うプラグイン。Digital Nature Toolsに含まれていた。Maya版、Softimage版の他に、Electric Image版 (Northern Lights Productions提供)、After Effects版 (提供は後述)、XSI版 (Phoenix Tools提供)があった。
PsunamiのAfter Effects版は、当初Atomic Powerが販売していたものの、2001年、Digital Anarchyに買収され、2008年、Red GiantがDigital Anarchyを買収し、その後もRed Giantがその販売を継続し、同社のEffects Suiteにも付属されるようになったが、2019年にEffects SuiteがVFX Suiteに置き換えられPsunamiは開発終了となった。
2010年、Phoenix Tools創業者の一人であったStefano Jannuzzoは、Softimage版Psunamiの無料公開を行った。

## Psyclone
ボリュームベースの雲を作成するプラグイン。Digital Nature Toolsに含まれていた。Maya版、Softimage版の他に、XSI版 (Phoenix Tools製)、LightWave版 (Dynamic Realities製)、EI Universe Animator版 (Northern Lights Productions製)があった。 

## Pyro
煙・炎エフェクトプラグイン。Digital Nature Tools 4.0以降のMaya版に含まれていた。Softimage版、LightWave版 (Dynamic Realities製)、After Effects版 (electricFX製)も存在した。

## Advanced Fluid Simulator
Digital Nature Toolsの姉妹製品。流体シミュレーション及びレンダリングに対応していた。

## 採用例
Digital Nature Toolsは多くの映画に使われていた。
- タイタニック[16][17]
- ウォーターワールド[16]
- ディアボロス/悪魔の扉[17]
- フィフス・エレメント[17]
- トゥルーマン・ショー[17]